# Елін Флігенрінг
Елін Флігенрінг (Elín Flygenring)(12 травня 1957) — ісландський дипломат, адвокат. Надзвичайний і Повноважний Посол Ісландії в Україні за сумісництвом.

## Біографія
Народилася 12 травня 1957 року. У 1982 закінчила Університет Ісландії, юридичний факультет. У 1987 році закінчила Стокгольмський університет, торговельне законодавство. Володіє іноземними мовами: Шведська, данська, англійська, німецька.
У 1982—1986 — Генеральний секретар Ради з питань рівності.
У 1983—1984 — Член Комітету з рівних прав Ради Європи.
У 1984—1985 — Член Комітету у справах жінок у політиці.
У 1985—1986 — Член Комітету з рівних прав Північної Ради.
У 1986—1994 — Начальник Управління культурного відділу і генеральний секретар Парламентської Комітет з культури
Північної Ради, Стокгольм.
У 1994—1998 — Керівник міжнародного відділу парламенту Ісландії.
У 1994—1995 — Виконавчий директор щорічної сесії Північної Ради.
З 1998 року Радник політичного відділу Міністерства закордонних справ Ісландії.
З 1999 — Радник, начальник блоку головування Ісландії Північних Міністерств закордонних справ і співпраці.
У 2001—2003 — Радник політичного відділу Посольства Ісландії в Берліні.
У 2003—2006 — Директор з інформаційних і культурних справ та консульських зв'язків
У 2006—2008 — Посол, керівник протоколу.
У 2008 — Постійний представник Ісландії в Раді Європи.
З 2009 — Посол Ісландії у Фінляндії та в Естонії, Латвії і Литві за сумісництвом.
З 2010 — Надзвичайний і Повноважний Посол Ісландії в Україні за сумісництвом.
26 травня 2010 року вручила Президенту України Віктору Януковичу вірчі грамоти.

## Сім'я
Чоловік — Якобсон, доктор медичних наук, ад'юнкт-професор неврології, директор нейрофізіології університетської лікарні в Ісландії. Має доньки 1989 р.н. та 1991 р.н.